# Amathusia ochraceofusca
Amathusia ochraceofusca är en fjärilsart som beskrevs av Eduard Honrath 1888. Amathusia ochraceofusca ingår i släktet Amathusia och familjen praktfjärilar. Inga underarter finns listade i Catalogue of Life.